# Mononoke
I Mononoke (物の怪?) sono spiriti vendicativi (onryō), spiriti dei morti (shiryō), spiriti dei viventi (ikiryō), o spiriti della letteratura classica giapponese e del folclore religioso che sono in grado, secondo la tradizione, di impossessarsi di un essere umano e di farlo soffrire, di causare malattie o persino la morte. La parola mononoke viene anche a volte usata per riferirsi agli yōkai o henge ("esseri cangianti").

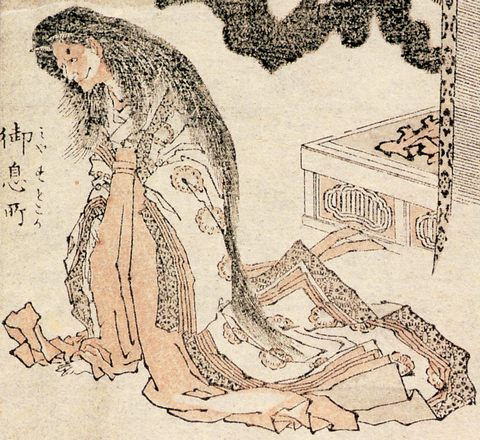
Lady Rokujo raffigurata nell'opera dal titolo Aoi no Ue (葵上)Hokusai Monga di Katsushika Hokusai.

## Introduzione
I Mononoke si incontrano spesso nella letteratura del periodo Heian.
Un esempio famoso è riportato nel 9° volume del Genji monogatari, Aoi è l'ikiryō di Lady Rokujo, che si è impossessata di Aoi no Ue. Oltre a questo esempio ci sono altre testimonianze riguardanti i Mononoke in racconti come Ōkagami e Masukagami.
A quei tempi, quando la conoscenza medica non era ancora pienamente sviluppata, persone come monaci e yamabushi praticavano incantesimi e preghiere contro le malattie causate dai Mononoke, trasferendo temporaneamente lo spirito dal posseduto in una persona definita "yorimashi" (di solito servi, apprendisti, ecc.), e praticando l'esorcismo sul Mononoke per curare la malattia. Testimonianze di questa pratica possono essere trovate in opere come Makura no Sōshi (枕草子?) e Murasaki Shikibu Nikki (紫式部日記?).

## Storia
Il termine giapponese Mononoke viene dal cinese 物怪, e ci sono testimonianze del termine nella letteratura antica cinese come nelle Memorie di uno storico e nello scritto dal titolo "原鬼" di Han Yu, in quest'ultimo si riporta che «coloro che non hanno voce né forma sono 鬼神 (divinità demoniache). Coloro che non possono avere forma o voce e che non possono essere senza forma o voce, sono 物怪», e perciò il termine cinese 物怪 a quei tempi era considerato un tipo di yōkai che non poteva essere né visto né sentito, probabilmente un fenomeno naturale che le persone non capivano dato il livello di conoscenza dell'epoca.

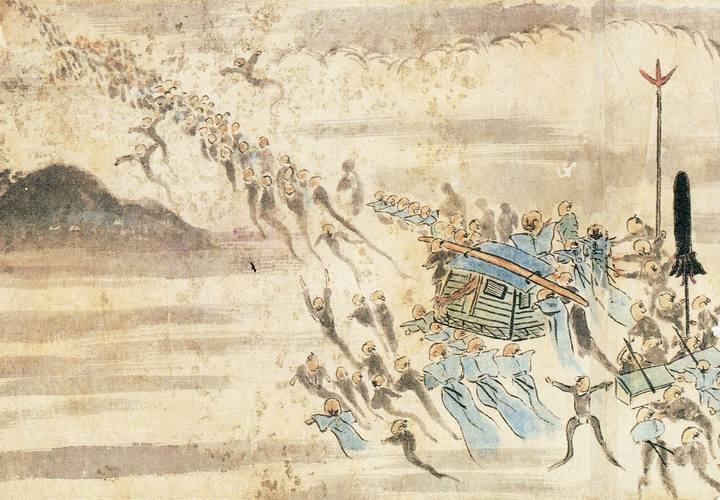
Mononoke Kikyo no Koto (物怪帰去の事) dal Totei Bukkairoku (稲亭物怪録).

La prima apparizione del termine nella letteratura giapponese si ha nel Nihon Kōki, e secondo una citazione di questo libro presa dal Nihon Kiryaku dello stesso periodo, c'è la seguente testimonianza: «cinque monaci furono invitati a recitare il Sutra del Diamante. Con un po' di difficoltà, il Jingi-kan si rincuorò. Fu opera di un 物恠»; ci sono altre testimonianze sui mononoke in altri articoli dello stesso anno. Nell'antico linguaggio dell'epoca, la parola "mono" veniva usata per riferirsi agli Oni, spiriti, o Ara-mitama tra le altre cose, o ci si riferiva col termine a cose che non venivano percepite chiaramente come vere, e nel codice Taihō, le epidemie venivano definite come "toki no ke (時気?)", usando la parola "ke" per riferirsi alla "malattia" e quindi "mono no ke" (un "ke" di un "mono") fu usato per riferirsi a malattie causate da questi "mono".